# Glénic
Glénic – miejscowość i gmina we Francji, w regionie Nowa Akwitania, w departamencie Creuse.
Według danych na rok 1990 gminę zamieszkiwało 605 osób, a gęstość zaludnienia wynosiła 22 osoby/km² (wśród 747 gmin Limousin Glénic plasuje się na 212. miejscu pod względem liczby ludności, natomiast pod względem powierzchni na miejscu 201.).

## Galeria

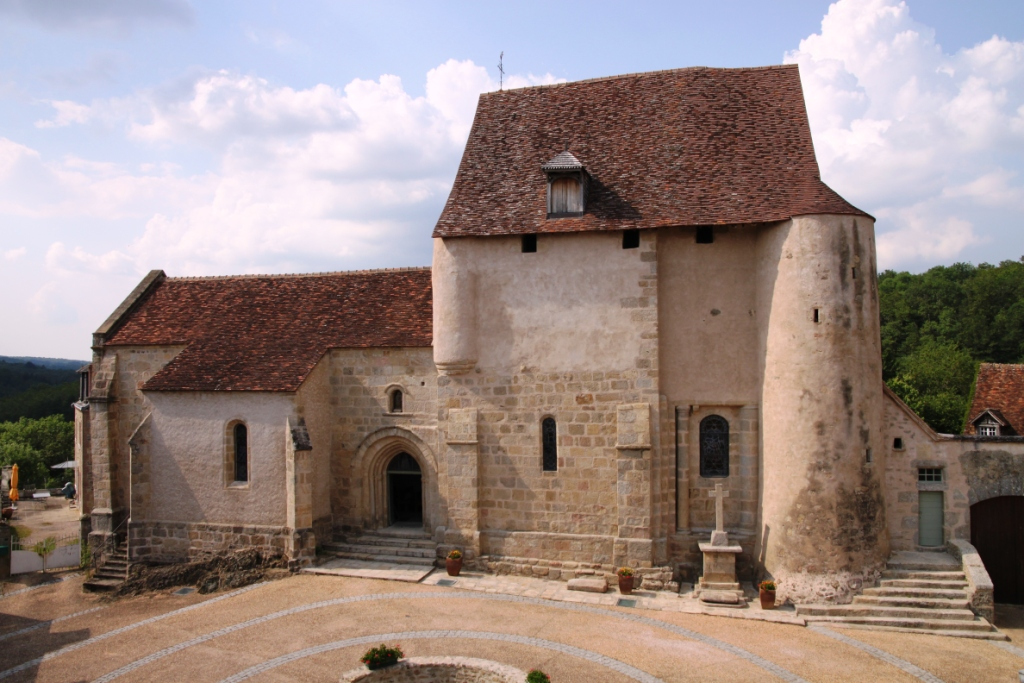
Zabytkowy Kościół Najświętszej Marii Panny (2010)
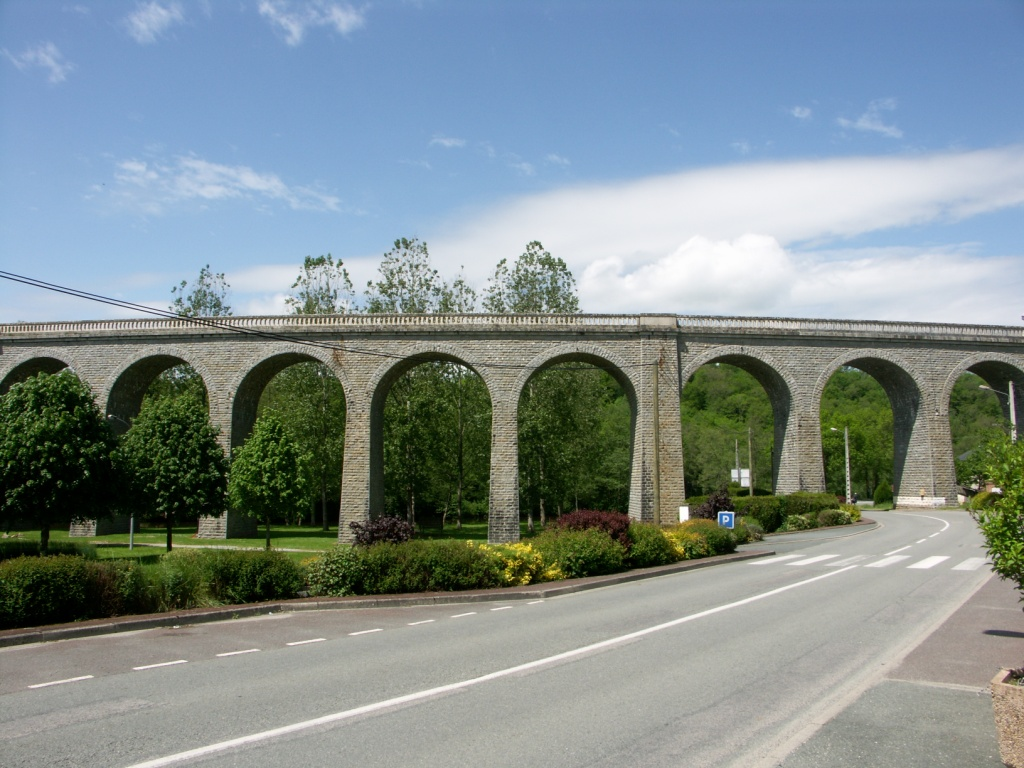
Wiadukt kolejowy w Glénic (2009)

## Populacja

Populacja Glénic w latach 1962–2008